# Бомба
 Тази статия е за разрушителното устройство.  За селото в Южна Италия вижте Бомба (Италия).  
Бомба (на гръцки: βόμβος) е всяко разрушително или запалително устройство, което съдържа взривно вещество и е предназначено да създаде възможно най-добри условия за взрив. Наличието на запалимо вещество не е задължително условие за всички видове бомби.
Обикновената бомба се от корпус, заряд и детонатор. Бомбите могат да се класифицират: по вид на действие – фугасни, осколочни, калибър, мощност (за атомните бомби в еквивалент на тротил в тонове), по начин на въздействие – осколочна, неутронна, електромагнитна, бактериологична, осветителна и други.
В зависимост от мястото на приложение могат да бъдат авиационни, дълбочинни, ракетни и други.

## Обезвреждане
Обезвреждането може да се осъществи чрез отстраняване на задействащата система (детонатор или електроника) или премахване на взривното вещество. Най-добрият начин е контролираното унищожаване на бомбата в обезопасена зона. 